# American Dream (Jakatta)
American Dream è un singolo del DJ britannico Dave Lee sotto lo pseudonimo di Jakatta, pubblicato nel 2000 come primo estratto dal quarto album in studio Visions.
Il brano utilizza un campionamento dei brani musicali Any Other Name e Dead Already di Thomas Newman, usati come colonna sonora del film American Beauty del 1999.
Il 1º febbraio 2001 è stata pubblicata una versione remix del singolo.

## Tracce
UK CD Single
1. American Dream (radio edit)
2. American Dream (Joey Negro Club Mix)
3. American Dream (DifferentGear Remix)

UK 12Inch- Single
1. American Dream (Joey Negro Club Mix)
2. American Dream (DifferentGear Remix)

UK 12Inch- Single (remixes)
1. American Dream (Lucid remix)
2. American Dream (Commie remix)

UK cassette single and European CD Single
1. American Dream (radio edit) – 3:22
2. American Dream (Joey Negro Club Mix) – 7:08

UK 2x12-Inch Single
1. American Dream (Club Mix) – 7:09
2. American Dream (Radio Edit) – 3:23
3. American Dream (DifferentGear Remix) – 8:13
4. American Dream (After Life Mix) – 4:23
5. American Dream (Ski Oakenfull Dream On mix) – 8:59
6. American Dream (Commie Remix) – 9:02
7. American Dream (Lucid Remix) – 7:19

Australian CD Single
1. American Dream (Radio Edit) – 3:20
2. American Dream (Joey Negro Club Mix) – 7:05
3. American Dream (DifferentGear Remix) – 8:10
4. American Dream (Lucid Remix) – 7:17

## Classifiche
| Classifica (2001) | Posizione raggiunta |
| ----------------- | ------------------- |
| Regno Unito       | 3                   |
| Scozia            | 3                   |
| Spagna            | 15                  |
| Irlanda           | 15                  |
| Belgio (Vallonia) | 29                  |
| Belgio (Fiandre)  | 39                  |
| Francia           | 62                  |
| Paesi Bassi       | 90                  |